# Perletto
Perletto (Përlèj in piemontese) è un comune italiano di 251 abitanti della provincia di Cuneo in Piemonte.
Perletto dista circa 35 chilometri da Piana Crixia (SV), 35 chilometri da Alba (CN) e 35 chilometri da Acqui Terme (AL).
Perletto è l'unico comune della provincia di Cuneo a far parte della diocesi di Acqui.

## Società

### Evoluzione demografica
Abitanti censiti

## Amministrazione
Di seguito è presentata una tabella relativa alle amministrazioni che si sono succedute in questo comune.
| Periodo        | Periodo        | Primo cittadino | Partito                          | Carica  | Note  |
| -------------- | -------------- | --------------- | -------------------------------- | ------- | ----- |
| 8 luglio 1985  | 3 giugno 1990  | Sauro Toppia    | Partito Repubblicano Italiano    | Sindaco | [ 5 ] |
| 3 giugno 1990  | 24 aprile 1995 | Sauro Toppia    | Partito Socialista Italiano      | Sindaco | [ 5 ] |
| 24 aprile 1995 | 14 giugno 1999 | Maurizio Fiolis | Lega Nord                        | Sindaco | [ 5 ] |
| 14 giugno 1999 | 14 giugno 2004 | Maurizio Fiolis | -                                | Sindaco | [ 5 ] |
| 14 giugno 2004 | 8 giugno 2009  | Valter Truffa   | Orizzonti nuovi                  | Sindaco | [ 5 ] |
| 8 giugno 2009  | 26 maggio 2014 | Valter Truffa   | lista civica                     | Sindaco | [ 5 ] |
| 26 maggio 2014 | 27 maggio 2019 | Ernesto Beccuti | lista civica Una grande comunità | Sindaco | [ 5 ] |
| 27 maggio 2019 | in carica      | Valter Truffa   | lista civica                     | Sindaco | [ 5 ] |